# Ам Клостерхоф, 6 (Дюссельдорф)
Ам Клостерхоф, 6 (нем. Am Klosterhof 6) — здание в Дюссельдорфе (Германия). Памятник архитектуры, охраняется законом.

## Общая характеристика
Это двухэтажное кирпичное здание было построено в XVIII веке недалеко от бывшего монастыря францисканцев. В начале XX века было частично перестроено, а в 1915 году изменены интерьеры. В настоящее время является приходским жилым домом священника расположенной рядом церкви «Св. Марии под Крестом».
Здание имеет Т-образную форму с несколько выступающим щипцом. По существу весь фасад является щипцом, заканчивающимся наверху ступенями и разделённым на две вертикальные оси. Верхнее центральное окно служит для освещения чердачного помещения.
Вход расположен с правой боковой стороны здания по его третьей оси из четырёх. Он облицован природным камнем и имеет два источника света: верхний и от соседнего фонаря. Выше входа устроена округлая ниша, в которой установлена небольшая скульптурная группа (Мадонна с Младенцем) — охранный символ здания. Чуть левее на стене укреплён рельеф, изображающий трёх монахов-францисканцев, подкармливающих голодных детей.
Этажи отделены друг от друга узким карнизом. С этой стороны здания на черепичной двухскатной крыше расположены два низких слуховых окна. Задняя поперечная часть здания также имеет с двух сторон щипцы, но не ступенчатые, а округлые. Охраняемой частью здания является и часть примыкающей к нему дворовой стены.
Здание сооружено в стиле нижнерейнского и нидерландского барокко.

## Регистрация памятника архитектуры
Здание зарегистрировано и поставлено на учёт как памятник архитектуры Институтом охраны и ухода за памятниками и Правительством Дюссельдорфа 15 декабря 1983 года. Объекту охраны присвоен номер 491.

## Галерея
- Виды памятника архитектуры